# Pro Musica Militare
Pro Musica Militare (MMSGM/MMSSM) är en medalj som instiftades 1965 och delas ut av Militärmusiksamfundet. Medaljen är av 7½:e storleken på den Berchska skalan och har bärandetillstånd (grupp L) och får således bäras till Försvarsmaktens uniformer. Bland dem som tilldelats denna utmärkelse är Ivar Widner, Per Grundström (General Cederschiöld) och Ille Gustafsson (Svea livgardes defileringsmarsch) samt Torgny Hanson.

## Kriterier
Ur §2 från "Statuter för medaljer och hederstecken inom Militärmusiksamfundet":
Medalj av guld kan tilldelas enskild person för utomordentlig militärmusikalisk gärning eller utomordentlig kulturvårdande gärning på det militärmusikaliska området. 
Medalj av silver kan tilldelas enskild person för betydande militärmusikaliska insatser eller för betydande insatser i övrigt inom det militärmusikaliska området. 

## Lista över mottagare av högsta valören
| Per Grundström     | 1972/03/17 |
| Ivar Widner        | 1972/03/17 |
| Christian Sundberg | 1983/10/23 |
| Åke Dohlin         | 1991/10/27 |
| Åke Sagrén         | 1996/10/15 |
| Birger Jarl        | 1997/10/25 |
| Egon Kjerrman      |            |
| Stig Rydqvist      | 2001/09/01 |
| Ingmar Badman      |            |
| Harry Sernklev     | 2002/04/23 |
| Torgny Hanson      |            |
| Mats Janhagen      |            |
| Roland Forslund    |            |
| Tommy Törner       |            |
| Kurt Westerling    | 2010/03/20 |
| Robert Sjölin      |            |
| Olle Hermansen     |            |
| Anders Måhl        | 2014-      |
| Peter Stolpestad   | 2016-      |